# Mendonciaceae
Famille
Classification APG II (2003)
Classification APG III (2009)
L'ancienne famille des Mendonciaceae (ou Mendonciacées) comprenait des plantes à fleurs dicotylédones de l'ordre des Scrophulariales. Selon Watson & Dallwitz, elle comprenait 60 espèces réparties en 2 genres :
- Anomacanthus, Mendoncia

Ce sont des lianes des régions tropicales, originaires d'Amérique du Sud, d'Afrique et de Madagascar.
La famille n'existe plus en classification phylogénétique APG II (2003) : ces plantes sont maintenant classées dans les Acanthacées.